# Les Aveux les plus doux
Pour plus de détails, voir Fiche technique et Distribution.
Les Aveux les plus doux est un film franco-italo-algérien
réalisé par Édouard Molinaro, sorti le 19 mai 1971. Il s'agit de l'adaptation de la pièce de théâtre du même nom écrite par Georges Arnaud en 1953.

## Caractéristiques générales
Ce film peu connu est singulier pour sa situation dans un pays indéterminé, qui ressemble à la France mais qui n'est pas la France, et qui ressemble à l'Italie, mais n'est pas l'Italie. Au début on a l'impression que l'action se passe à Marseille, mais ensuite on a l'impression d'être en Italie, alors que les acteurs agissent comme si la scène était en France.
Par exemple, les policiers portent les uniformes d'un pays inconnu, rappelant ceux de la police italienne. La voiture des inspecteurs est une grosse Mercedes noire avec un gyrophare rouge. L'aménagement intérieur de la mairie où se situe une longue scène du film, est celui d'un édifice public français. Plusieurs scènes montrent un bord de mer et des rues bordées de palmiers, qui évoquent la Grèce ou l'Espagne.
En fait, ce film a été tourné en extérieur et décor naturel en Algérie, ce qui explique la sensation de situation dans un pays méditerranéen non identifié. 
La localisation indéterminée du film, les décors naturels, le jeu des acteurs, impressionnant de réalisme, donnent  une véracité et un caractère universel au traitement du sujet.

## Synopsis
La scène se déroule en 1971 dans une ville qui ressemble à Marseille. Deux jeunes gens - Jean Dubreuil (Marc Porel) et Catherine (Caroline Cellier) - s'aiment et vivent la vie de bohême dans un logement sommairement meublé.  
Le jeune homme commet un vol de voiture avec sa petite amie, mais ils abandonnent le véhicule au bout de 300 m pour cause de pneu crevé. Pendant qu'ils se promènent sur une plage, un homme qui est en train de jouer au volley ball interpelle Dubreuil, et lui demande comment il vit depuis une récente sortie de prison. Dubreuil répond évasivement, et dit à Catherine que c'est un flic.  
Peu après Dubreuil participe au cambriolage d'un cirque, mais l'affaire tourne mal. Un de ses deux complices frappe un des hommes du cirque, dont on apprend plus tard qu'il est mort d'un coup reçu. Dubreuil s'enfuit, et cache l'argent du vol. 
Les policiers locaux, dont celui de la scène de la plage, l'inspecteur Borelli (Roger Hanin), et  l'inspecteur principal Muller (Philippe Noiret) enquêtent aussitôt, et demandent au patron du cirque d'identifier son cambrioleur sur le sommier (fichier). Il identifie un des suspects présentés. 
Peu après Dubreuil est arrêté par les inspecteurs, mais non son complice. Dubreuil, quant à lui, est formellement identifié par le patron du cirque. 
L'histoire se centre alors sur le manège et les pressions des deux policiers pour faire avouer Dubreuil et lui faire dénoncer son complice, bien qu'il proteste de son innocence, et reste soutenu par sa compagne.
Dubreuil termine par des aveux, mais les policiers ont abusé de leur pouvoir, et sont aussi vaincus. Une incertitude demeure sur le sort des deux amants.

## Fiche technique
- Titre : Les Aveux les plus doux
- Réalisation : Édouard Molinaro
- Scénario : Jean-François Hauduroy et Édouard Molinaro, d'après le roman de Georges Arnaud
- Production : Christine Gouze-Rénal
- Musique : Georges Delerue
- Photographie : Raoul Coutard
- Son : André Louis
- Montage : Monique Isnardon et Robert Isnardon
- Format : couleur - 1,85:1 - Mono - 35 mm
- Pays de production :  France,  Italie et  Algérie
- Genre : policier et drame
- Durée : 92 minutes
- Date de sortie : 
  - France : 19 mai 1971
- Affiche : René Ferracci (France)

## Distribution
- Philippe Noiret : Inspecteur Muller
- Roger Hanin : Inspecteur Borelli
- Marc Porel : Jean Dubreuil
- Caroline Cellier : Catherine
- N. Agoulmine : Le jeune policier
- Jean-Pierre Garrigues :le chef gendarme
- Hassan El-Hassani : Le maire
- Gérard Landry : Lopez
- Léa Nanni : Elsa
- Raymond Louzoum : Henri
- Areski nebti : Le patron du café
- Giuseppe Addobbati : Le notaire
- Enzo Fiermonte

## Autour du film
- Édouard Molinaro avait proposé le rôle de Catherine, joué par Caroline Cellier, à Claude Jade, qui le refusa en raison d'une scène de nu.
- Marc Porel joue dans le film avec son père, l'acteur Gérard Landry.